# Thryssocypris
Thryssocypris is een geslacht van straalvinnige vissen uit de familie van karpers (Cyprinidae).